# Hetephernebti
Hetephernebti (ḥtp-ḥr-nb.tỉ, "el rostre de les dues amants està satisfet") va ser una reina egípcia de la III Dinastia (Regne Antic). És l'única esposa coneguda del faraó Djoser.
Hetephernebti i Inetkaes, una filla del rei, apareixen en unes esteles trobades a prop del complex piramidal de Djoser a Saqqara i en un relleu d'Heliòpolis (avui al Museu de Torí) que mostra al rei Djoser acompanyat d'elles dues, més una altra filla reial, Niânkh-Hathor. El fet de trobar fragments d'esteles amb el seu nom al complex funerari de Djoser fa pensar que possiblement hi fos enterrada.
Entre els seus títols hi havia "La que veu Horus" (m33.t-ḥrw-) i "Gran del ceptre" (wr.t-ht = s), ambdós habituals en reines importants d'aquest període. També se l'anomena "Filla del Rei”, el que pressuposa que possiblement fos filla del predecessor de Djoser, Khasekhemui, i de la seva dona, Nimaathap; per tant, Hetephernebti era germana o mitja germana del seu marit.